# Fulpmes

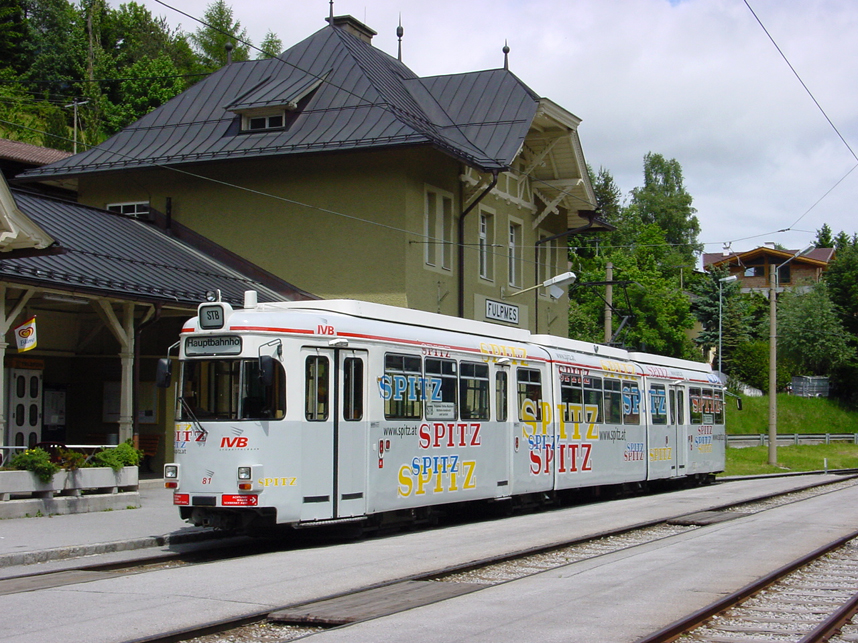
Stacja kolejowa w Fulpmes.

Fulpmes – gmina targowa w Austrii, w kraju związkowym Tyrol, w powiecie Innsbruck-Land. Leży w dolinie Stubaital w Stubaier Alpen. Do 27 maja 2017 gmina wiejska (Gemeinde).
Miejscowość jest centrum wypadowym do ośrodka narciarskiego Schlick 2000, posiadającego 2 kolejki gondolowe (umożliwiające wjazd na wysokość 2113 m n.p.m.), 2 kolejki krzesełkowe oraz kilka wyciągów orczykowych. Na terenie ośrodka znajduje się 16 nartostrad (w tym 3 trudne, oznaczone czarnym kolorem), średnio wymagający szlak narciarski Kreuzjoch-Schlick, snowpark Schlick 2000, zimowe szlaki piesze oraz 2 naturalne tory saneczkowe. Przy pośredniej stacji Froneben jest szkółka narciarska dla dzieci BIG Family Skizentrum Schlick 2000. Przy górnej stacji kolejki Kreuzjoch na wysokości 2130 m n.p.m. znajduje się punkt startowy dla paralotniarzy. Ze względu na dogodne warunki, co roku w zimie odbywają się w Schlick 2000 międzynarodowe zawody paralotniarskie Stubai Cup.
W Fulpmes znajduje się stacja kolejki wąskotorowej Stubaitalbahn.

## Osoby

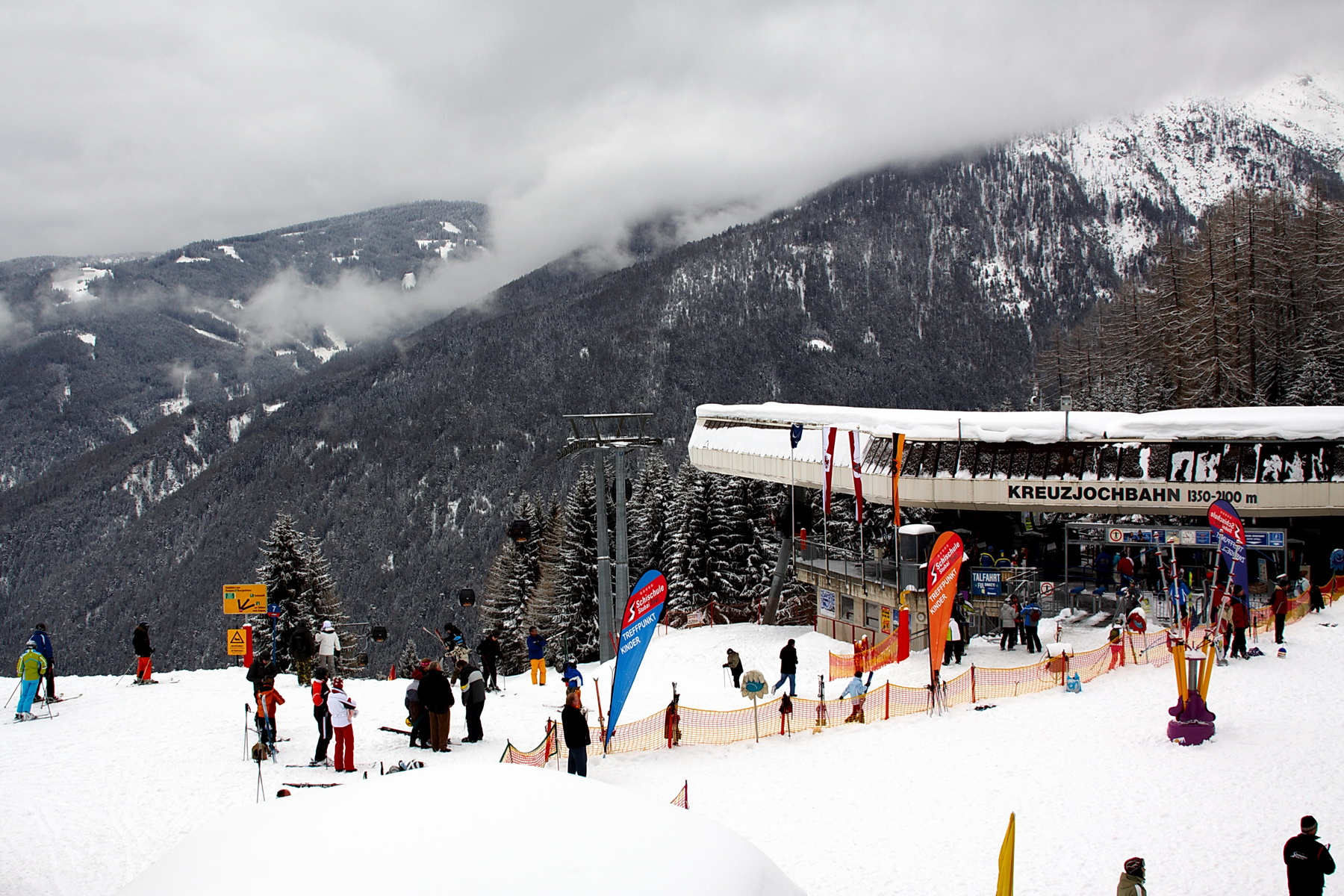
Stacja kolejki Kreuzjochbahn.

### związane z gminą
- Gregor Schlierenzauer – skoczek narciarski, mieszka tutaj